# Корчи (Брянская область)
Корчи — поселок в Новозыбковском городском округе Брянской области.

## География
Находится в западной части Брянской области на расстоянии приблизительно 9 км на северо-запад по прямой от районного центра города Новозыбков.

## История
Возник в первой половине XX века, но на карте 1941 года еще не был отмечен. В советское время здесь работали колхозы «Рекорд» и «Победитель». До 2019 года входил в Шеломовское сельское поселение Новозыбковского района до их упразднения.

## Население
| 2010 | 2013 |
| ---- | ---- |
| 23   | ↗26  |

Численность населения: 43 человека в 2002 году (русские 100 %), 23 в 2010.